# ليونيل سميث
ليونيل سميث (بالإنجليزية: Lionel Smith)‏ (23 أغسطس 1920 المملكة المتحدة - 6 نوفمبر 1980 لندن المملكة المتحدة) هو لاعب كرة قدم بريطاني.

## روابط خارجية
- ليونيل سميث على موقع قاعدة بيانات كرة القدم.إي يو (الإنجليزية)
- ليونيل سميث على موقع ناشيونال فوتبول تيمز (الإنجليزية)